# Nematanthus serpens
Nematanthus serpens là một loài thực vật có hoa trong họ Tai voi. Loài này được (Vell.) Chautems mô tả khoa học đầu tiên năm 1984.